# 시티 레인져
《시티 레인져》(Walker, Texas Ranger)는 미국 CBS에서 1993년 9월 25일부터 2001년 5월 19일까지 방송된 텔레비전 시리즈이다. 척 노리스는 이 작품을 통해 할리우드 스타로 자리 매김한 것으로 유명하다. 9시즌까지 총 203회가 방송됐다. 대한민국에서는 1995년에 MBC에서 《텍사스 레인저》라는 제목으로 방영되었다.

## 한국판 성우진 (MBC)
- 유강진 - 텍사스 레인저 코델 워커(척 노리스)